# 朴容順
朴容順（韓語：박용순），韓國電視劇導演。

## 作品列表

### 電視劇
- 2011年：SBS《49天》
- 2012年：SBS《我人生中的甘霖》
- 2013年：SBS《案件號碼113》
- 2015年：SBS《離婚律師戀愛中》
- 2016年：SBS《Wanted》
- 2018年：SBS《Secret Mother》

### 製作人作品
- 2013年：SBS《野王》
- 2013年：SBS《你的女人》

### 助理導演作品
- 2006年：SBS《人妻的秘密》
- 2007年：SBS《說客》
- 2008年：SBS《食客》
- 2009年：SBS《原來是美男啊》

## 外部連結
- NAVER （页面存档备份，存于）